# Erich Eikelkamp
Erich Eikelkamp (* um 1945) ist ein deutscher Badmintonspieler.

## Karriere
Erich Eikelkamp gewann 1965 seinen ersten deutschen Mannschaftsmeistertitel mit dem MTV München von 1879. In den Jahren 1966 und 1967 konnte das Team unter Mitwirkung von Eikelkamp diesen Titel verteidigen, während es von 1968 bis 1971 nur zum Vizetitel reichte. 1974 wurde Erich Eikelkamp bei den Internationalen Meisterschaften von Österreich Dritter im Herrendoppel mit Günter Swoboda. 1967 wurde Erich Eikelkamp Bayerischer und Süddeutscher Meister im Herrendoppel mit Ruppert Liebl. 1970 erkämpfte sich Eikelkamp den Süddeutschen Meistertitel im Herreneinzel. 1971 gewann er den Süddeutschen Titel im Herrendoppel mit Franz Beinvogl.

## Sportliche Erfolge
| Saison    | Veranstaltung                     | Disziplin    | Platz | Name |
| --------- | --------------------------------- | ------------ | ----- | --- |
| 1964/1965 | Deutsche Mannschaftsmeisterschaft | Mannschaft   | 1     | MTV München 1879 (Franz Beinvogl, Siegfried Betz, Erich Eikelkamp, Günter Ledderhos, Ursula Verhoefen, Anke Witten)                       |
| 1965/1966 | Süddeutsche Einzelmeisterschaft   | Herrendoppel | 1     | Helmut Neuz / Erich Eikelkamp (DJK Augsburg / MTV München 1879)                                                                           |
| 1965/1966 | Deutsche Mannschaftsmeisterschaft | Mannschaft   | 1     | MTV München 1879 (Franz Beinvogl, Siegfried Betz, Rupert Liebl, Erich Eikelkamp, Heidi Menacher, Anke Witten)                             |
| 1966/1967 | Süddeutsche Einzelmeisterschaft   | Herrendoppel | 1     | Erich Eikelkamp / Rupert Liebl (MTV München 1879)                                                                                         |
| 1966/1967 | Bayerische Einzelmeisterschaft    | Herrendoppel | 1     | Erich Eikelkamp / Rupert Liebl (MTV München 1879)                                                                                         |
| 1966/1967 | Deutsche Mannschaftsmeisterschaft | Mannschaft   | 1     | MTV München 1879 (Franz Beinvogl, Siegfried Betz, Erich Eikelkamp, Rupert Liebl, Hans Sandager, Anke Witten, Lydia Ledderhos, Inge Mönch) |
| 1967/1968 | Deutsche Mannschaftsmeisterschaft | Mannschaft   | 2     | MTV München 1879 (Franz Beinvogl, Siegfried Betz, Erich Eikelkamp, Rupert Liebl, Anke Witten, Heidi Menacher)                             |
| 1970/1971 | Bayerische Einzelmeisterschaft    | Herrendoppel | 1     | Franz Beinvogl / Erich Eikelkamp (MTV München 1879)                                                                                       |
| 1974      | Austrian International            | Herrendoppel | 3     | Erich Eikelkamp / Günter Swoboda |